# Saint-Michel-de-Double
Saint-Michel-de-Double är en kommun i departementet Dordogne i regionen Nouvelle-Aquitaine i sydvästra Frankrike. Kommunen ligger i kantonen Mussidan som tillhör arrondissementet Périgueux. År 2022 hade Saint-Michel-de-Double 228 invånare.

## Befolkningsutveckling
Antalet invånare i kommunen Saint-Michel-de-Double
Referens:INSEE